# 1600 (szám)
Az 1600 egy természetes szám.

## A matematikában
Az 1600 négyzetszám: {\displaystyle 40^{2}=1600}. Páros, összetett szám. Az 1600 egység sugarú kör kerülete {\displaystyle 1,005309649\cdot 10^{4}}, területe {\displaystyle 8,042477193\cdot 10^{6}} egység.

## Egyéb érdekességek
A 16. század utolsó éve. Gyakran tévesztik el a hétköznapokban, és mondják a következő évszázad első évének.

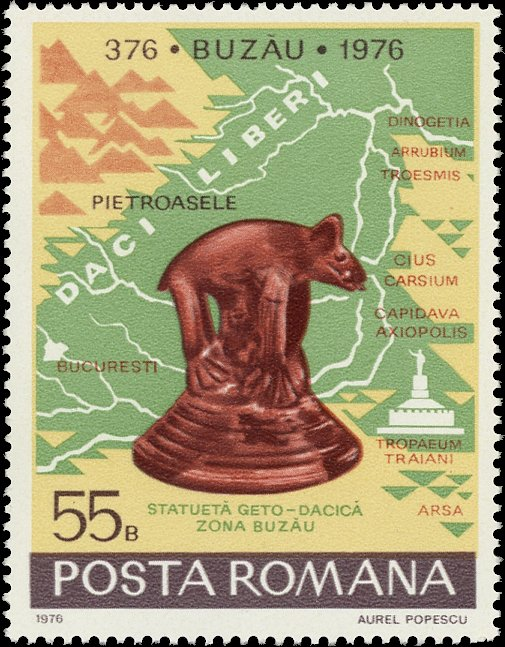
Buzau 1600 éves fennállására kibocsátott emlékbélyeg